# Pi-hole
Pi-hole est un bloqueur de publicité au niveau du réseau qui agit comme un DNS menteur et éventuellement comme un serveur Dynamic Host Configuration Protocol, destiné à être utilisé sur un réseau privé. Il est conçu pour être installé sur des périphériques intégrés dotés de capacités réseau, tels que le Raspberry Pi, mais il peut être utilisé sur d'autres machines exécutant Linux ou dans des environnements virtualisés,,. 
Pi-hole est en mesure de bloquer les publicités traditionnelles sur les sites Web ainsi que les publicités moins conventionnelles, telles que celles sur les téléviseurs intelligents et les publicités pour systèmes d'exploitation mobiles.

## Historique
Le projet Pi-hole est créé par Jacob Salmela en tant qu'alternative open source à AdTrap, en 2014 et était hébergé sur GitHub. Depuis, plusieurs contributeurs ont rejoint le projet, notamment dschaper, PromoFaux et DL6ER.

## Fonctionnalités
Pi-hole utilise dnsmasq, cURL, lighttpd, PHP et AdminLTE. L'application sert de serveur DNS pour un réseau privé (remplaçant tout serveur DNS préexistant fourni par un autre périphérique ou le fournisseur de services Internet), avec la possibilité de bloquer les publicités et de suivre les domaines pour les périphériques des utilisateurs. Il obtient des listes de domaines de publicité et de suivi à partir de sources prédéfinies (pouvant être modifiées par l'utilisateur) que le Pi-hole utilise pour comparer les requêtes DNS. Si une correspondance est trouvée dans l'une des listes ou dans la liste noire de l'utilisateur, le Pi-hole refusera de résoudre le domaine demandé et répondra au périphérique demandeur avec une page Web vierge. 
Comme Pi-hole bloque les domaines au niveau du réseau, il est capable de bloquer les publicités, telles que les bannières publicitaires sur une page Web, mais également les publicités situées dans des emplacements non conventionnels, tels qu'Android, iOS et les téléviseurs intelligents.   
En utilisant les services de réseau privé virtuel (VPN), Pi-Hole peut bloquer des domaines sans utiliser de configuration de filtre DNS dans un routeur. Tout appareil prenant en charge le VPN peut utiliser Pi-Hole sur un réseau cellulaire ou un réseau domestique sans qu'un serveur DNS ne soit configuré. 
La nature de Pi-hole lui permet également de bloquer les domaines de sites Web en général en faisant manuellement une liste noire du nom de domaine. De même, les domaines peuvent être ajoutés à la liste blanche manuellement si la fonction d'un site Web est altérée par le blocage de domaines. Pi-hole peut également fonctionner comme un outil de surveillance du réseau  ce qui peut faciliter le dépannage des requêtes DNS et le dépannage des problèmes de réseau.  

## Différence avec les bloqueurs de publicité traditionnels
Pi-hole fonctionne de manière similaire à un pare-feu, ce qui signifie que les annonces et les domaines de suivi sont bloqués pour tous les appareils situés derrière ce dernier, alors que les bloqueurs de publicité traditionnels ne sont exécutés que dans le navigateur de l'utilisateur et ne sont supprimés que sur le même ordinateur,.